# Hasan Karacadağ
Hasan Karacadağ, né le 20 octobre 1976 à Şanlıurfa en Turquie, est un réalisateur, producteur et scénariste turc. Il est surtout connu pour sa série de films d'horreur nommée Dabbe qui met en scène des djinns.

## Filmographie
| Année | Film                  | Fonction(s)                                                       | État           |
| ----- | --------------------- | ----------------------------------------------------------------- | -------------- |
| 1999  | Hummadruz             | Réalisateur, producteur, monteur, directeur de la photographie    | Disponible     |
| 2006  | D@bbe                 | Réalisateur, producteur, scénariste                               | Disponible     |
| 2008  | Semum                 | Réalisateur, producteur, scénariste                               | Disponible     |
| 2009  | D@bbe 2               | Réalisateur, producteur, scénariste, directeur de la photographie | Disponible     |
| 2012  | Dabbe: Bir cin vakasi | Réalisateur, producteur, scénariste                               | Disponible     |
| 2013  | El-Cin                | Réalisateur, producteur, scénariste                               | Disponible     |
| 2013  | Dabbe: Cin Çarpmasi   | Réalisateur, producteur, scénariste                               | Disponible     |
| 2014  | Dabbe: Zehr-i Cin     | Réalisateur, producteur, scénariste, monteur                      | Disponible     |
| 2015  | Magi                  | Réalisateur, producteur, scénariste                               | Disponible     |
| 2015  | Dabbe (Dab6e)         | Réalisateur                                                       | Disponible     |
| 2015  | Vampiria              | Réalisateur, producteur, scénariste                               | En réalisation |